# Antuzede e Vil de Matos
Antuzede e Vil de Matos (oficialmente: União das Freguesias de Antuzede e Vil de Matos) é uma freguesia portuguesa do município de Coimbra, com 17,62 km² de área e 2842 habitantes (censo de 2021). A sua densidade populacional é 161,3 hab./km².

## História
Foi constituída em 2013, no âmbito de uma reforma administrativa nacional, pela agregação das antigas freguesias de Antuzede e Vil de Matos e tem a sede em Antuzede.

## Demografia
A população registada nos censos foi:
| Distribuição da População por Grupos Etários | Distribuição da População por Grupos Etários | Distribuição da População por Grupos Etários | Distribuição da População por Grupos Etários | Distribuição da População por Grupos Etários | Distribuição da População por Grupos Etários |
| -------------------------------------------- | -------------------------------------------- | -------------------------------------------- | -------------------------------------------- | -------------------------------------------- | -------------------------------------------- |
| Antes da agregação                           |                                              |                                              |                                              |                                              |                                              |
| Ano                                          | 0-14 anos                                    | 15-24 anos                                   | 25-64 anos                                   | >= 65 anos                                   | Total                                        |
| 2001                                         | 467                                          | 471                                          | 1632                                         | 470                                          | 3040                                         |
| 2011                                         | 443                                          | 309                                          | 1791                                         | 603                                          | 3146                                         |
| Após a agregação                             |                                              |                                              |                                              |                                              |                                              |
| Ano                                          | 0-14 anos                                    | 15-24 anos                                   | 25-64 anos                                   | >= 65 anos                                   | Total                                        |
| 2021                                         | 312                                          | 302                                          | 1450                                         | 778                                          | 2842                                         |